# Gemeentelijk bestuur in Jersey
Het Gemeentelijk bestuur in Jersey bestaat uit zogenaamde Parish Assembly's , ofwel gemeentevergaderingen. Een Assembly is het besluitvormende orgaan van de gemeente in het lokale bestuur. De gemeentevergadering bestaat uit belastingbetalers (inclusief mandataires) en ingezetenen
De gemeentevergadering
- stelt de jaarlijkse tarieven vast in lijn met de voorgestelde begroting van de constable;
- kiest functionarissen van de gemeente zoals de leden van de wegencommissie, de wegeninspecteurs, Vingteniers, Centeniers en de agenten van de Honorary Police;
- verleent vergunningen voor de verkoop van alcoholische dranken;
- stelt de namen van de wegen vast;
- verleent de Procureur du Bien Public het recht om overeenkomsten uit naam van de gemeente sluiten;
- overlegt over alle onderwerpen die ofwel voorgesteld door de constable ofwel op verzoek van de vergaderingsleden.

## Gemeentelijke organisatie
Elke gemeente wordt bestuurd door een Constable (Frans: Connétable; Jèrriais: Connêtabl'ye) die voor een periode van drie jaar door de inwoners van de gemeente gekozen wordt.
De Constable wordt bijgestaan door twee wethouders of schepen, die in Jersey de Procureur du Bien Public genoemd worden.

### Buurtschappen of Vingtaines
De gemeente is onderverdeeld in buurtschappen of Vingtaines (of zoals genoemd in Saint Ouen cueillettes). Elke vingtaine beschikt over twee Vingteniers, twee wegeninspecteurs en drie agenten toegevoegd aan de Constable. Allen worden ingezworen door het koninklijke gerechtshof.

### Wegencommissie
De wegencommissie bestaat uit vijf gekozen leden. Zij overzien het onderhoud van de gemeentelijke wegen, de plaatsing van grensstenen, uitgifte van vergunningen, controle van aanvragen, toezicht op afvalverzameling,  delen boetes uit tijdens de jaarlijkse heggenknip en stellen nieuwe namen van wegen voor aan de gemeentevergadering. De commissie wordt voorgezeten door de constable. 

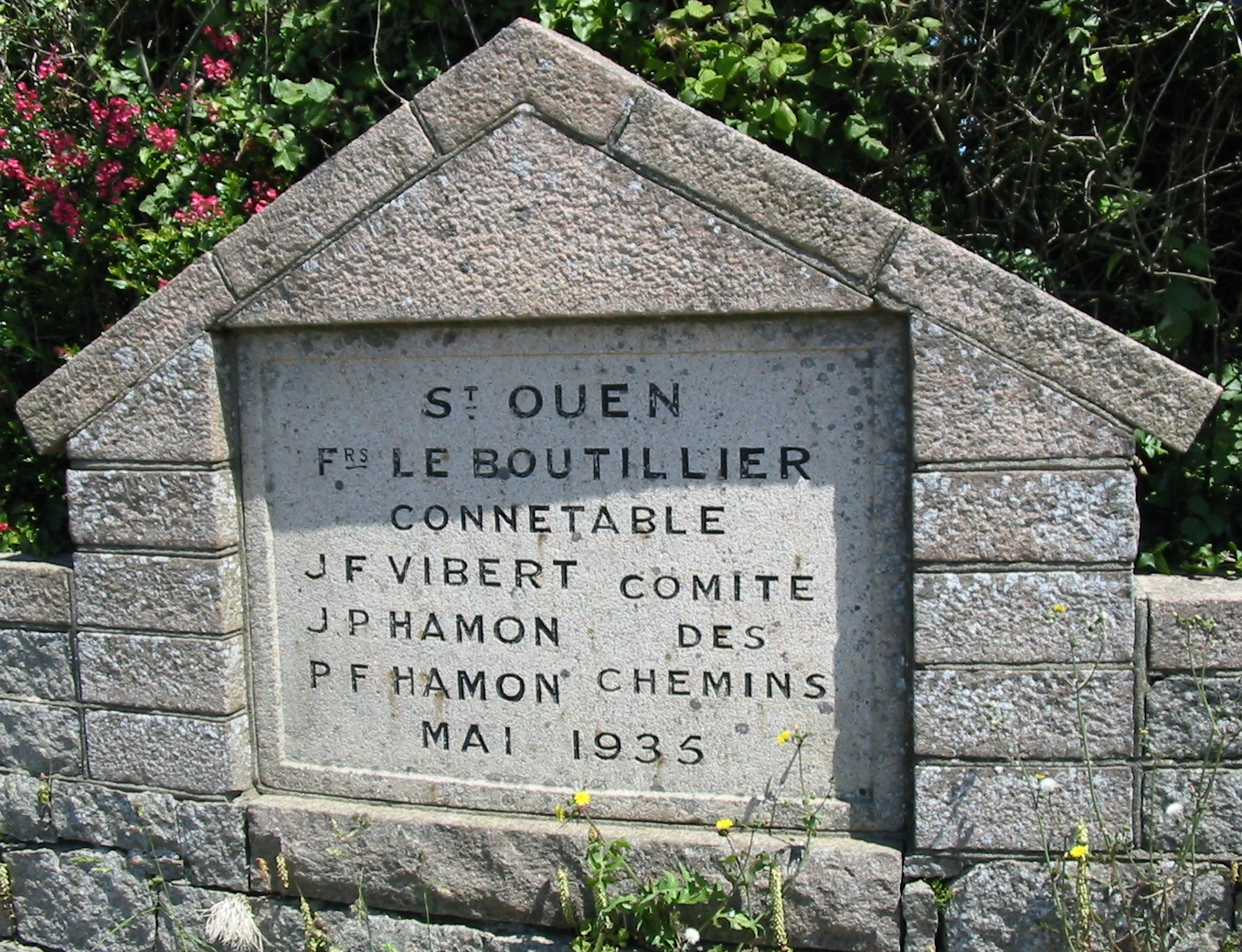
Wegen markeringsteen in Saint Ouen uit 1935 waarop de namen van de wegencommissie staan.

Zij geven instructies voor onderhoud aan de wegeninspecteurs. 
In St. Helier zijn ze ook verantwoordelijk voor parken en advies aan de Constable. Het is gebruikelijk in St. Helier dat beide Procureur du Bien Public aanwezig zijn, zij hebben echter geen stemrecht.

### Wegeninspecteurs
De gemeentevergadering kiest twee wegeninspecteurs voor elke vingtaine voor een periode van drie jaar in lijn met de wet "Loi (1914) sur la Voirie". Wegeninspecteurs zijn verantwoordelijk voor het onderhoud van de gemeentelijke wegen en voeren de instructies van de wegencommissie uit.
In Saint Helier, voeren ze ook andere taken uit zoals het handhaven van de verkeerswet, controle op hondenvergunningen en vergunningen voor folderen. Zij helpen tevens de "Honorary Police" met informatie.
Hun voornaamste rol is tijdens de jaarlijkse heggenknip en een mogelijk koninklijk bezoek.

### Overige vergaderingscommissies
In Saint Helier zijn nog andere vergaderingscommissies actief namelijk de kascommissie, commissie Sociale Zaken en de commissie Jeugd.

### "Honorary Police" agenten
In elke gemeente is een Honorary Police (Frans: Police Honorifique) of politiemacht aanwezig in Jersey (eiland). 
De agenten in de "Honorary Police" ondersteunen al eeuwenlang de Constable in het handhaven van de wet. Er zijn drie typen de Centeniers, de Vingteniers en de agenten toegevoegd aan de Constable. Deze hebben elke hun eigen taken en verantwoordelijkheden.
Voordat er een formele beroepspolitiemacht op Jersey was waren deze agenten de enige die de wet handhaafden. Nog steeds zijn deze agenten de gemeenschap van dienst.
Elke gemeente kiest via de gemeentevergadering een aantal Centeniers, Vingteniers en de agenten van de Constable. Zij handhaven de wet uit naam van de Constable. Deze functionarissen worden gekozen voor een periode van drie jaar en worden bij eed ingezworen door het koninklijke gerechtshof.
Alle agenten in de "Honorary Police" moeten in de gemeente wonen waar zich verkiesbaar stellen. In St Helier moeten ze een belastingbetaler of een mandataire zijn van die gemeente. De agent mag na verhuizing buiten de gemeente zijn diensten voortzetten. In het geval dat deze gedurende de termijn de diensten blijft verlenen mag deze zich herkiesbaar stellen. 
Iedereen die zich verkiesbaar stelt moet ouder zijn dan 20 en jonger dan 70. 
De agenten hebben meestal dienst gedurende een hele week en vervolgens een rust van drie tot vier weken. Gedurende hun dienst zijn ze 24 uur beschikbaar. In uitzonderlijke gevallen mogen zij ook buiten de gemeente optreden.
Iedereen die zich verkiesbaar wil stellen mag geen eerdere veroordeling hebben gehad.

## Kerkenvergadering
De historische banden met de Engelse Anglicaanse Kerk worden onderhouden door een vergadering die bestaat uit de Constable (Frans: Connétable) en de Procureurs du Bien Public, de Koster en de Dominee. Deze vergadering houdt toezicht op de werkzaamheden van de kerk. Daadwerkelijke besluiten aangaande de werkzaamheden van de kerk worden genomen door de kerkenvergadering die uit dezelfde personen bestaat als de gemeentevergadering.